# Holbæk Kommune
Holbæk Kommune ist eine dänische Kommune auf der Hauptinsel Seeland. Sie entstand am 1. Januar 2007 im Zuge der Kommunalreform durch Vereinigung der „alten“ Holbæk Kommune mit den bisherigen Kommunen Jernløse, Svinninge, Tornved und Tølløse im Vestsjællands Amt.
Holbæk Kommune besitzt eine Gesamtbevölkerung von 73.440 Einwohnern (Stand 1. Januar 2023) und eine Fläche von Fläche: 577,20 km². Sie ist Teil der Region Sjælland. Der Sitz der Verwaltung ist in Holbæk.

## Einwohnerzahlen
Entwicklung der Einwohnerzahl der Kommune (am 1. Januar):
| - 2007: 68.446 - 2010: 69.550 - 2015: 69.035 - 2020: 71.541 - 2023: 73.440 |

## Kirchspielsgemeinden und Ortschaften in der Kommune
Auf dem Gemeindegebiet liegen die folgenden Kirchspielsgemeinden (dän.: Sogn) und Ortschaften mit über 200 Einwohnern (byer nach Definition der dänischen Statistikbehörde), bei einer eingetragenen Einwohnerzahl von Null hatte der Ort in der Vergangenheit mehr als 200 Einwohner:
| Nr.   | Kirchspiel                | Einwohner              | Ortschaft                              | Einwohner                       |
| ----- | ------------------------- | ---------------------- | -------------------------------------- | ------------------------------- |
| 08    | Butterup-Tuse Sogn        | 3.735                  | Tuse                                   | 1.322                           |
| 03    | Gislinge Sogn             | 1.789                  | Gislinge                               | 1.586                           |
| 04    | Hagested Sogn             | 1.197                  | Hagested Mårsø Ny Hagested             | 439 310 206                     |
| 01    | Hjembæk-Svinninge Sogn    | 3.668                  | Svinninge                              | 2.818                           |
| 17    | Holmstrup Sogn            | 442                    |                                        |                                 |
| 05    | Hørby Sogn                | 1. Oktober 2015: 1.106 |                                        |                                 |
| 13    | Jyderup Sogn              | 4.633                  | Jyderup                                | 4.315                           |
| 27    | Kirke Eskilstrup Sogn     | 1.133                  | Kirke Eskilstrup                       | 668                             |
| 02    | Kundby Sogn               | 1.669                  | Kundby                                 | 756                             |
| 20    | Kvanløse Sogn             | 561                    | Kvanløse                               | 265                             |
| 15    | Mørkøv Sogn               | 1. Oktober 2015: 1.964 |                                        |                                 |
| 16    | Nørre Jernløse Sogn       | 2.448                  | Regstrup                               | 2.099                           |
| 07    | Orø Sogn                  | 1.003                  | Bybjerg                                | 260                             |
| 11    | Sankt Nikolai Sogn        | 14.346                 |                                        |                                 |
| 18    | Skamstrup-Frydendal Sogn  | 1.775                  |                                        |                                 |
| 25    | Soderup Sogn              | 1.326                  |                                        |                                 |
| 14    | Stigs Bjergby Sogn        | 1. Oktober 2015: 0.609 |                                        |                                 |
| 14/15 | Stigs Bjergby-Mørkøv Sogn | 2.526                  | Knabstrup Mørkøv Stigs Bjergby         | 1.015 1.835 313                 |
| 26    | Store Tåstrup Sogn        | 1.759                  | Store Merløse                          | 1.184                           |
| 19    | Sønder Jernløse Sogn      | 691                    | Sønder Jernløse                        | 273                             |
| 21    | Søndersted Sogn           | 1. Oktober 2021: 0.341 |                                        |                                 |
| 09    | Søstrup Sogn              | 643                    | Søstrup                                | 344                             |
| 5/6   | Tuse Næs Sogn             | 2.288                  | Hørby (Markeslev) Kisserup Strand Udby | 394 < 200 520                   |
| 06    | Udby Sogn                 | 1. Oktober 2015: 1.190 |                                        |                                 |
| 10    | Tveje Merløse Sogn        | 13.021                 |                                        |                                 |
| 24    | Tølløse Sogn              | 4.391                  | Gammel Tølløse Tølløse                 | 268 3.903                       |
| 23    | Ugerløse Sogn             | 1.394                  | Ugerløse                               | 910                             |
| 22    | Undløse Sogn              | 1. Oktober 2021: 1525  |                                        |                                 |
| 21/22 | Undløse-Søndersted Sogn   | 1.918                  | Undløse                                | 1.179                           |
| 12    | Vipperød Sogn             | 5.015                  | Arnakke Tjebberup Vipperød             | 397 1. Januar 2009: 0.489 2.498 |
|       |                           |                        | Holbæk                                 | 29.960                          |

1. ↑  
Butterup-Tuse Sogn entstand am 2. Dezember 2012 durch Zusammenlegung der ehemaligen Kirchspielsgemeinden Butterup Sogn und Tuse Sogn
2. ↑  
In Ny Hagested lebten im Jahr 2009 erstmals 203 Einwohner, so dass die Ortschaft in die Statistik aufgenommen wurde. 2010 waren es dann wieder weniger als 200 Einwohner und 2011 wieder mehr.
3. ↑  
Hjembæk-Svinninge Sogn entstand am 12. Oktober 2012 durch Zusammenlegung der ehemaligen Kirchspielsgemeinden Hjembæk Sogn und Svinninge Sogn
4. 1 2 3  
Tuse Næs Sogn entstand am 1. Januar 2016 durch Zusammenlegung von Hørby Sogn und Udby Sogn.
5. 1 2 3  
Stigs Bjergby-Mørkøv Sogn entstand am 1. Dezember 2015 durch Zusammenlegung von Stigs Bjergby Sogn und Mørkøv Sogn.
6. ↑  
Skamstrup-Frydendal Sogn entstand am 2. Dezember 2012 durch Zusammenlegung der ehemaligen Kirchspielsgemeinden Skamstrup Sogn und Frydendal Sogn
7. ↑  
Die Ortschaft Mørkøv liegt auch zum Teil auf dem Gebiet des „Skamstrup-Frydendal Sogn“.
8. 1 2 3  Undløse-Søndersted Sogn entstand am 1. September 2021 durch Zusammenlegung von Undløse Sogn und Søndersted Sogn.
9. ↑  
In der Ortschaft Kisserup Strand lebten 2011 erstmals weniger als 200 Einwohner.
10. ↑  
Vipperød Sogn entstand am 27. November 2011 durch die Zusammenlegung der ehemaligen Kirchspielsgemeinden Grandløse Sogn, Ågerup Sogn und Sønder Asmindrup Sogn.
11. ↑  
Die Ortschaft Tjebberup, in der zum Jahresbeginn 2009 noch 489 Einwohner lebten, zählt seit dem 1. Januar 2010 statistisch zum Besiedlungsgebiet Holbæk.
12. ↑  
Die Stadt Holbæk erstreckt sich über die Kirchspiele „Vipperød Sogn“, „Sankt Nikolai Sogn“, „Butterup-Tuse Sogn“ und „Tveje Merløse Sogn“.

Soweit Sogne zusammengelegt wurden, bezieht sich das nur auf die kirchlichen Belange. In ihrer Eigenschaft als Matrikelsogne, also als Grundbuchbezirke der Katasterbehörde Geodatastyrelsen, wirken sich seit Abschaffung der Hardenstruktur 1970 solche Änderungen nicht mehr aus.